# Lingue brittoniche
Le lingue brittoniche sono una delle due branche della famiglia del celtico insulare (parlato cioè nelle Isole britanniche). Brittonico deriva dal nome latino Brittónes (Britanni dell'Antichità e dell'Alto Medioevo), che veniva utilizzato per distinguere le popolazioni autoctone dagli anglosassoni invasori.
Le due più importanti lingue brittoniche sono il gallese e il bretone, entrambe ancora parlate. Il cornico scomparve sul finire del XVIII secolo, anche se a partire dal XX secolo sono stati fatti diversi tentativi per rivitalizzarlo. Un'altra importante lingua brittonica ormai estinta era il cumbrico. Si ipotizza che le varie lingue brittoniche siano discendenti da una protolingua detta lingua brittonica comune.

## Distribuzione geografica
Secondo Ethnologue, limitatamente alle lingue vive, sono attestati circa mezzo milione di locutori del bretone in Francia nella regione della Bretagna, altrettanti del gallese nel Galles e qualche centinaio del cornico in Cornovaglia.

## Classificazione
- brittonico
  - occidentale
    - cumbrico
    - gallese

  - sud-occidentale
    - bretone
    - cornico

  - ivernico (forse)

## Storia
Le odierne lingue brittoniche derivano tutte da un'unica lingua, chiamata britannico, brittonico comune, brittonico antico o proto-brittonico, che si pensa si sia sviluppato dal proto-celtico, che fu a sua volta introdotto in Gran Bretagna a partire dal 1500 a.C. (Hawkes, 1973). Le lingue brittoniche furono poi parlate almeno nell'intera Britannia a sud dei fiumi Forth e Clyde, compresa, forse, l'isola di Man. Secondo alcuni (tra cui R. F. O'Rahilly), l'Irlanda fu popolata da genti di lingua brittonica, poi rimpiazzate da una popolazione di idioma celtico-Q (forse dalla tribù dei quarieti, proveniente dalla Francia meridionale). Linguisti come Dillon e Chadwick considerano però inverosimile quest'ipotesi.
Durante la dominazione romana (43 - ca. 410 d.C.), il brittonico comune mutuò molte parole dal latino. Circa 800 di queste parole sono sopravvissute nelle odierne lingue brittoniche. È probabile che durante questo periodo il brittonico comune si suddivise in almeno due dialetti principali, nel sud-ovest e nell'ovest (oltre forse ad alcuni dialetti parlati nell'odierna Inghilterra e che hanno lasciato poche tracce o non ne hanno lasciata nessuna).
Tra la fine dell'occupazione romana e la metà del VI secolo i due dialetti andarono trasformandosi in due lingue diverse l'una dall'altra: il cumbrico a ovest e nel Galles e il cornico nel sud-ovest, mentre da loro derivò il bretone, portato in Armorica (odierna Bretagna, regione della Francia) da britanni che sfuggirono alle invasioni anglo-sassoni rifugiandosi in continente.
Le lingue brittoniche parlate in Scozia, nell'isola di Man e in Inghilterra cominciarono a essere modificate e disperse nel V secolo per influenza degli invasori irlandesi, vichinghi e germanici. Questa sostituzione, tranne che in Cornovaglia, fu probabilmente ormai completa attorno all'XI secolo (anche se la datazione varia ed è molto discussa da zona a zona).